# 신복윤
신복윤(申福潤, Shin BockEyun,1926년 10월 27일[음력]~2016년 1월 14일)은 대한민국의 신학자이자 개신교 목사로 호는 남송(南松)이다. 1972년 대한민국에서 최초로 장 칼뱅을 주제로 한 박사논문을 쓴 신학자이기도 하다.
이종성, 한철하와 함께 한국의 칼빈신학을 주도해 왔다. 1990년 한국칼빈학회 회장을 역임하였다. 평생 칼뱅관련 연구와 발표를 하였으며 기독교 강요 1559년도 최종판을 번역하였다. 한국을 대표하는 칼빈연구의 국제적인 권위자였다. 총신대학교 교수를 지냈으며, 합동신학대학원대학교에서 총장과 명예총장을 역임했다. 전공은 조직신학이며 2009년 요한칼빈탄생500주년기념사업회에서 칼빈공로자로 선정되었다. 칼빈탄생 500주년 기념 예배에서 칼빈은 교회의 순수성과 거룩성을 강조한 설교를 하였으며, 따라서 성도들은 성화를 위해 노력해야 하며, 회개를 통하여 진정한 개혁을 이루며, 칼빈신학으로 새롭게 출발할 것을 설교하였다. 2015년 연세대학교 신과대학 동문회에 출판한 『인물로 보는 연세신학 100년』에 기독교 지도자로 선정되었다. 2016년 1월 14일 소천하였다. 그의 제자들로 박형용, 오덕교, 안명준, 이승구, 김길성, 권호덕, 김성봉, 김재성, 이남규, 김병훈, 안상혁, 이승진, 김영호 등 수많은 학자들이 있다.

## 경력
- 서경대학교 영문과(B.A.)
- 연세대학교 대학원(Th.M.)
- 장로회신학교(M.Div.현 총신대학교)
- 서던캘리포니아 대학교(University of Southern California)
- 캘리포니아 신학대학원 (California Graduate School of Theology, Ph.D.)
- 예일 대학교 (Yale University Divinity School, Research Fellow)
- 프린스턴 신학교(Princeton University, Visiting Scholar)
- 트리니티 신학대학원(Trinity Evangelical Divinity School, visiting Scholar)
- 1962년 2월 : 칼빈대학교 교장 서리[3]
- 1985년 4월 30일 : 합동신학대학원대학교 제2대 학장[4]
- 1997년 3월 2일 : 합동신학대학원대학교 제5대 학장[4]

## 신학의 특징들
남송 신복윤의 신학사상은 성경관, 하나님 중심사상, 교회론, 종말론, 그리고 개혁주의신학에 대한 강조에서 나타난다. 신복윤의 신학은 철저하게 칼빈의 신학을 통하여 성경을 이해하고 성경의 원리를 가지고 신학을 세우는 방식이다. 칼빈과 성경은 그의 신학의 핵심기둥이었다. 한국교회의 부패속에서도 순결한 교회를 바르게 세우는데 헌신하였다. 정립되지 못한 한국의 신학적 상황속에서 그는 개혁주의 조직신학의 정립과, 철저한 변혁적 문화관을 강조하였으며, 그리고 “버림의 종말신학”을 주장하였다. 그는 칼빈의 사상에 근거하여 하나님 중심의 신학을 강조하고, 하나님의 절대주권사상을 하였다. 모든 영역에서 이 사상이 적용되어야 함을 주장하였다. 한국의 신비주의, 세대주의, 유아기적 근본주의신학을 비평적으로 정리하여 한국에서 정통 개혁신학의 본질을 세우는데 공헌하였다.

## 인물과 교회 사진들

traditional
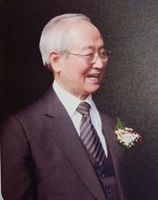
남송 신복윤 서울 남포교회에서
남송(南松) 신복윤 박사
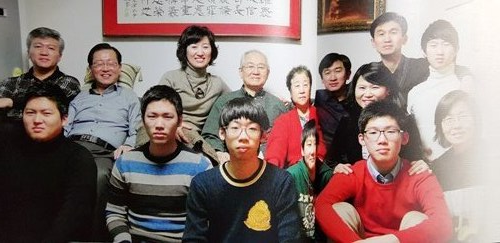
남송 신복윤 박사 후손들
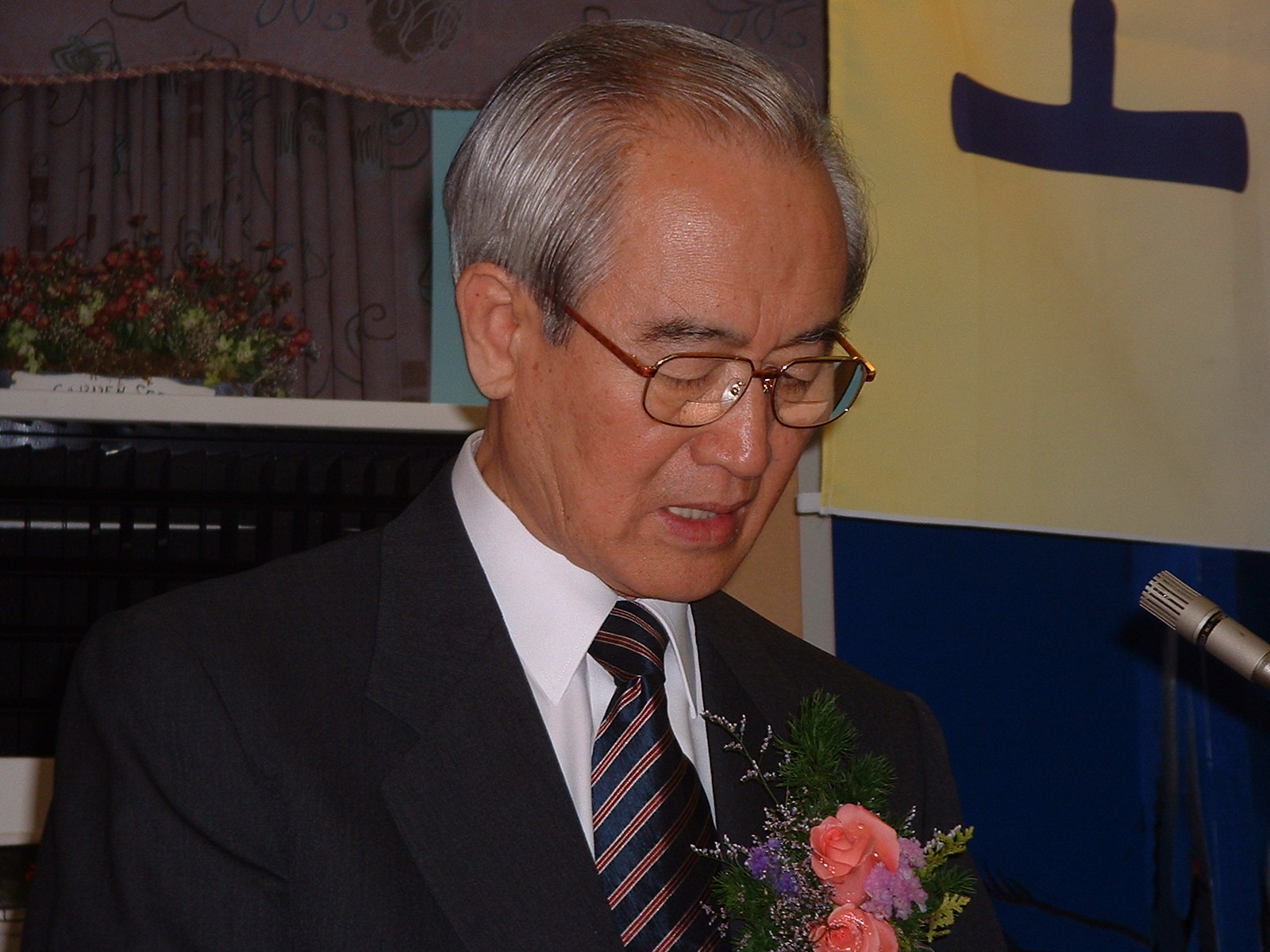
신복윤 박사, 2003년
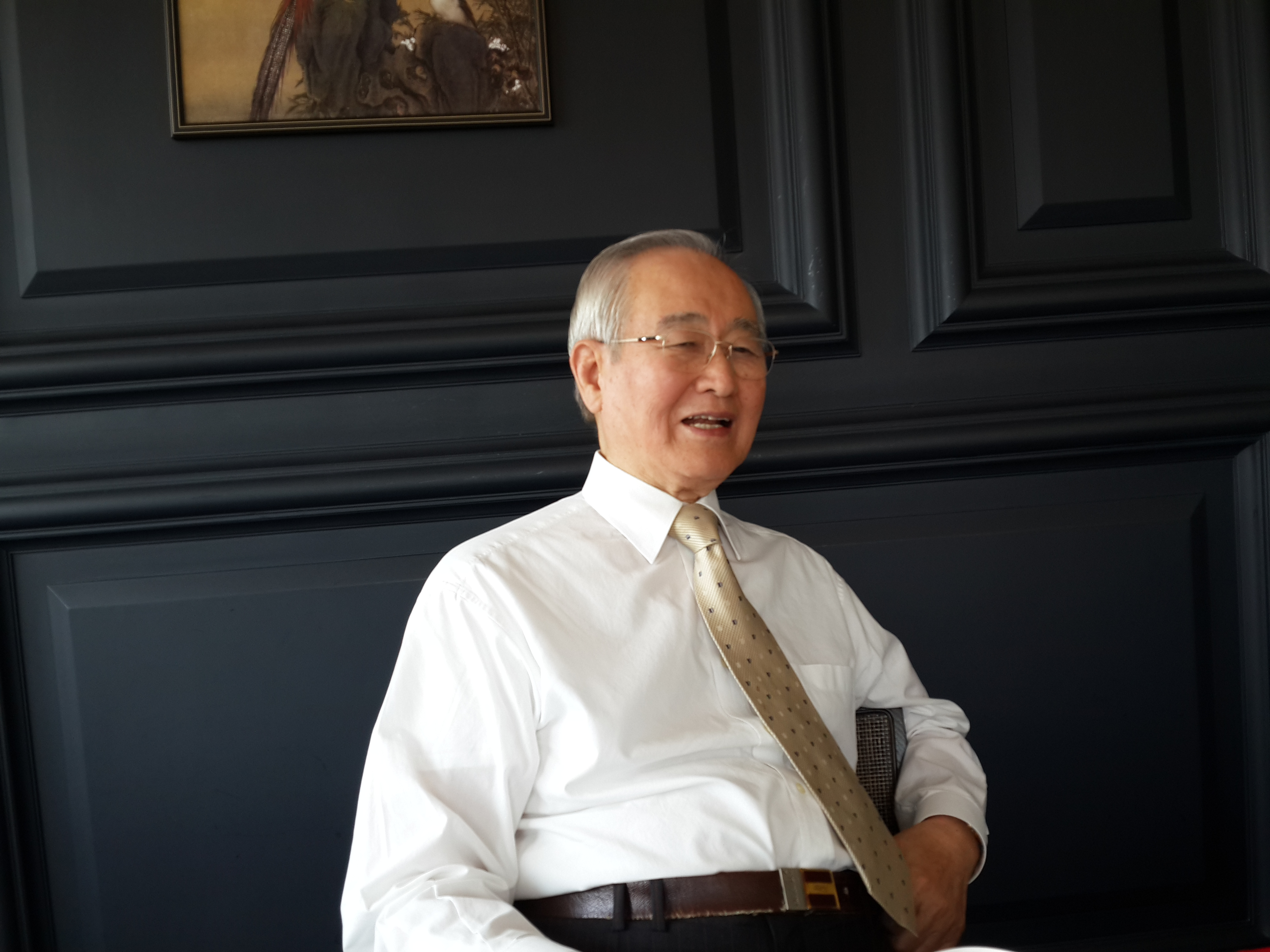
남송 신복윤 총장, 2014년 서울 팔레스호텔

## 저서
- 『죤 칼빈』
- 『칼빈신학과 한국교회의 과제』
- 『기초 교리학』(대한예수교장로회총회 교육부)
- 『나는 하나님을 믿는다』(성광문화사)
- 『칼빈의 신학사상』(성광문화사)
- 『교의학 서론』(합동신학대학원)
- 『종말론』(개혁주의 신행협회)
- 『칼빈의 하나님 중심의 신학』(합동신학대학원)
- 『개혁주의 신학의 특징』(합동신학대학원)

## 역서
- 『20세기 구미신학』 (칼 헨리, 서울: 성암문화사, 1959)
- 『기독교 강요』(존 칼빈)(공역)
- 『기독교 신학개론』(루이스 벌콥)
- 『기독교 교리사』(루이스 벌콥)
- 『교회론』(루이스 벌콥)
- 『칼빈주의 근본 원리』(헨리 미터)
- 『칼빈의 예정론』(F. H. 클루스터)
- 『긍정적인 삶을 주는 예수님 이야기』(제임스 스토커)
- 『칼빈의 제네바』(윌리엄 몬터 )

## 상훈
- 대한민국 국무총리표창(교육공로, 1993년 12월 5일)

## 논문
- "신학용어해설 '에큐메니칼'," 신학지남 1959.
- "성경의 영감과 무오," 신학정론 제 1권 1983.
- "한국의 보수주의 신학," 기독교사상 1978.
- 기타 논문 약 100편

## 동영상
- 요한칼빈탄생500주년기념사업회 기념예배 합동신학대학원대학교의 신복윤 박사 설교, 2009년 6월 21일 서울교회
- 요한칼빈탄생500주년기념사업회 대회 행사, 공로자 시상 및 논문 발표, 2009년 6월 22일, 서울교회, 칼빈 공로자: 신복윤, 한철하, 이종성, 이종윤, 이수영, 정성구

## 같이 보기
- 한철하
- 요한 칼빈 탄생 500주년 기념사업회
- 한국칼빈신학회
- 한국의 신학자 목록
- 개혁신학자
- 안명준
- 합동신학대학원대학교